# Brodas Bros
Brodas Bros és una companyia catalana de hip-hop, dansa i cultura urbana. Els germans Pol i Lluc Fruitós van crear-la a Barcelona el 2006 i des dels seus inicis les germanes Clara i Berta Pons s'hi integren representant la part femenina del hip hop.
El primer espectacle de la companyia va ser Hip Hop, urban dance (2006), amb un alt component didàctic. L'espectacle narra la història del hip hop i explica els diferents estils de ball en aquesta cultura. Poc després, van començar a treballar en el seu següent espectacle, Hip Hop Batega, de 20 minuts de durada. L'any 2008 van crear el seu primer xou per ser interpretat en un teatre, sota el títol IVA incluido, que es va presentar en nombrosos festivals. Aquest espectacle va dur Brodas Bros a crear un nou xou amb títol homònim al nom de la companyia, que van veure més de 25.000 espectadors a Barcelona. El 2012 van estrenar, en el marc del Festival Grec de Barcelona, l'espectacle Concierto concepto, que van readaptar el 2015 al Coliseum de Barcelona. Per tal de celebrar una dècada d'existència, van presentar l'espectacle Brodas Bros 10 anys, també al Teatre Coliseum de Barcelona, de l'1 al 24 de gener de 2016.
A més, Brodas Bros compta amb una escola de dansa que van fundar a Barcelona, el 1987, els pares del Pol i el Lluc.